# Muellerella
Muellerella Hepp ex Müll. Arg. (muellerella) – rodzaj grzybów z rodziny brodawnicowatych (Verrucariaceae). Niektóre gatunki zaliczane są do grupy grzybów naporostowych.

## Systematyka i nazewnictwo
Pozycja w klasyfikacji według Index Fungorum: Verrucariaceae, Verrucariales, Chaetothyriomycetidae, Eurotiomycetes, Pezizomycotina, Ascomycota, Fungi.
Synonimy nazwy naukowej: Muellerellomyces Cif. & Tomas., Pleothelis M. Choisy, Polycarpella Theiss. & Syd., Sychnogonia Körb., Thelidiola C.W. Dodge.
Nazwa polska według W. Fałtynowicza.

## Niektóre gatunki
- Muellerella antarctica Etayo 2008
- Muellerella erratica (A. Massal.) Hafellner & V. John 2006
- Muellerella hospitans Stizenb. 1863
- Muellerella lecanactidis Diederich & Van den Boom 2003
- Muellerella lichenicola (Sommerf.) D. Hawksw. 1979 – muellerella naporostowa
- Muellerella polyspora Hepp ex Müll. Arg. 1862
- Muellerella pygmaea (Körb.) D. Hawksw. 1979 – muellerella drobna
- Muellerella ventosicola (Mudd) D. Hawksw. 2003

Nazwy naukowe na podstawie Index Fungorum. Uwzględniono tylko taksony zweryfikowane.  Nazwy polskie według W. Fałtynowicza.